# 見附駅
見附駅（みつけえき）は、新潟県見附市本所二丁目にある、東日本旅客鉄道（JR東日本）信越本線の駅である。
見附市の中心駅で、特急「しらゆき」の全列車が停車する。

## 歴史
見附駅は、見附町（現在の見附市東側に相当）中心部と、今町（同西側）中心部のほぼ中間に当たる水田地帯に設置された。
このため、開業当時は利用が伸び悩み、見附町は周辺市町村と比較しても発展がやや遅れることになった（その後、見附町市街地にある上見附駅を経由する栃尾鉄道が開通）。
その後、見附町と今町は合併し、1970年代後半から90年代にかけて今町地区を中心に北陸自動車道、上越新幹線、さらに国道8号・見附バイパスなどの交通幹線の整備が進むと、当駅の利用が延び、駅周辺が急速に宅地化していった。

### 年表
- 1898年（明治31年）6月16日：北越鉄道が一ノ木戸（現・東三条） - 長岡間開通の際に開設[1]。
- 1907年（明治40年）8月1日：北越鉄道が国有化され、帝国鉄道庁（国鉄）の駅となる[3]。
- 1958年（昭和33年）12月8日：駅舎を改築[4]。
- 1974年（昭和49年）5月：みどりの窓口の営業を開始[5]。
- 1982年（昭和57年）3月1日：貨物の取り扱いを廃止[6]。
- 1985年（昭和60年）3月14日：荷物の扱いを廃止[3]。
- 1987年（昭和62年）4月1日：国鉄分割民営化により、JR東日本の駅となる[3]。
- 2005年（平成17年）12月15日：自動改札機を導入。
- 2008年（平成20年）3月15日：新潟近郊区間が拡大され、ICカード「Suica」の利用が可能となる[7]。
- 2010年（平成22年）12月23日：指定席券売機の供用を開始[8]。
- 2016年（平成28年）4月1日：業務委託化。見附駅長を廃止。
- 2022年（令和4年）
  - 11月30日：みどりの窓口の営業を終了[2]。
  - 12月1日：話せる指定席券売機を導入[2]。

## 駅構造
単式ホーム2面2線を有する地上駅である。元々は2面3線であったが、現在は2番線は廃止されている。両ホームは、バリアフリー対策のエレベーターが併設された跨線橋で連絡されている。
長岡駅が管理し、JR東日本新潟シティクリエイト（JENIC）が受託する業務委託駅である。駅舎は1958年（昭和33年）に完成した鉄骨ブロック造平屋建て（延床面積352平方メートル）で、地元が建設費を負担した。駅舎内には自動券売機、話せる指定席券売機のほか、自動販売機、トイレなどがある。このほか、自動改札機が設置されており、SuicaなどのICカードが利用できる。
駅舎北寄りには地下自由通路があり、西口に連絡している。また、西口にはロータリー、駐車場、駐輪場がある。

### のりば
| 番線 | 路線      | 方向 | 行先     |
| ---- | --------- | ---- | -------- |
| 1    | ■信越本線 | 上り | 長岡方面 |
| 3    | ■信越本線 | 下り | 新潟方面 |

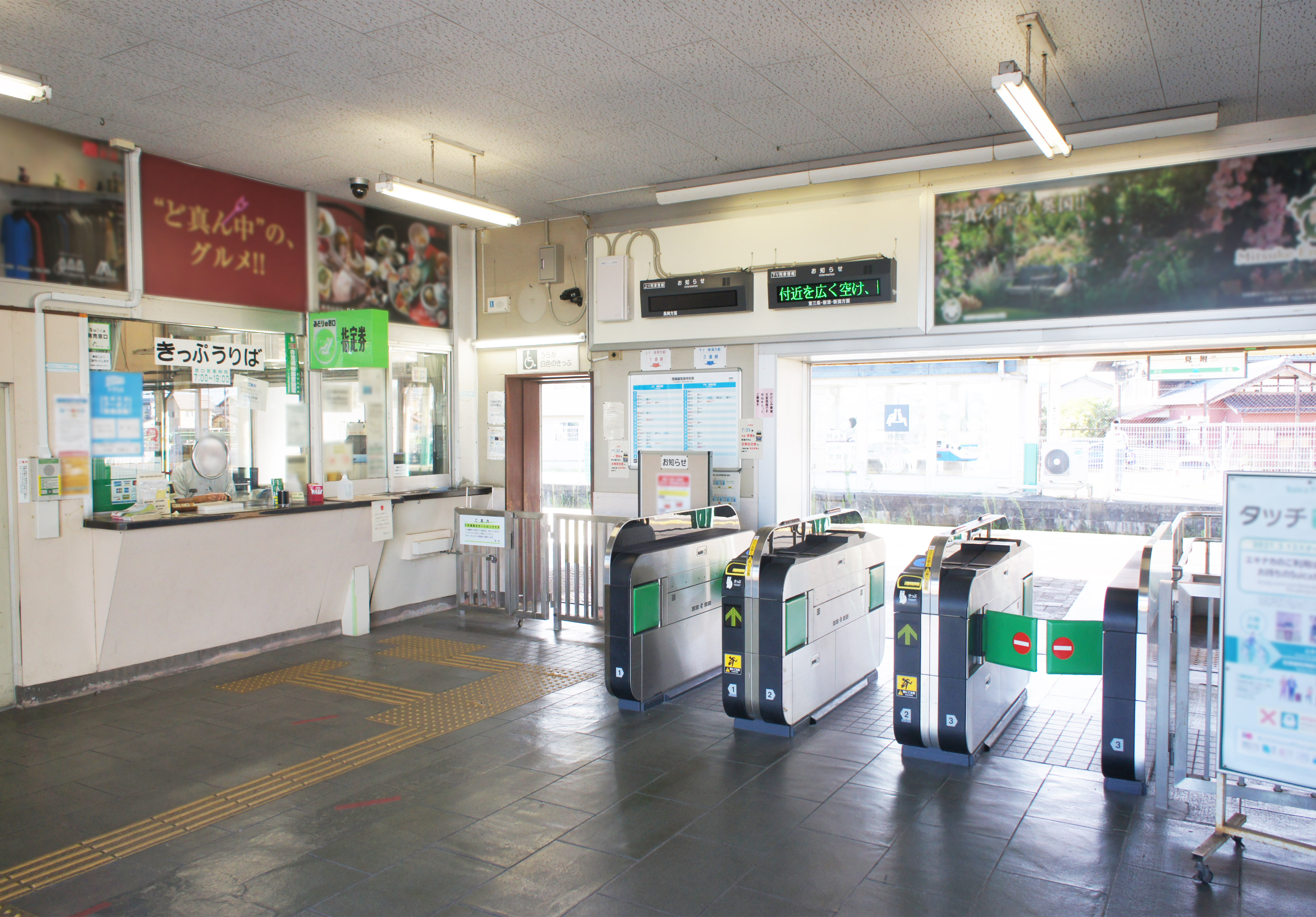
改札口（2021年9月）
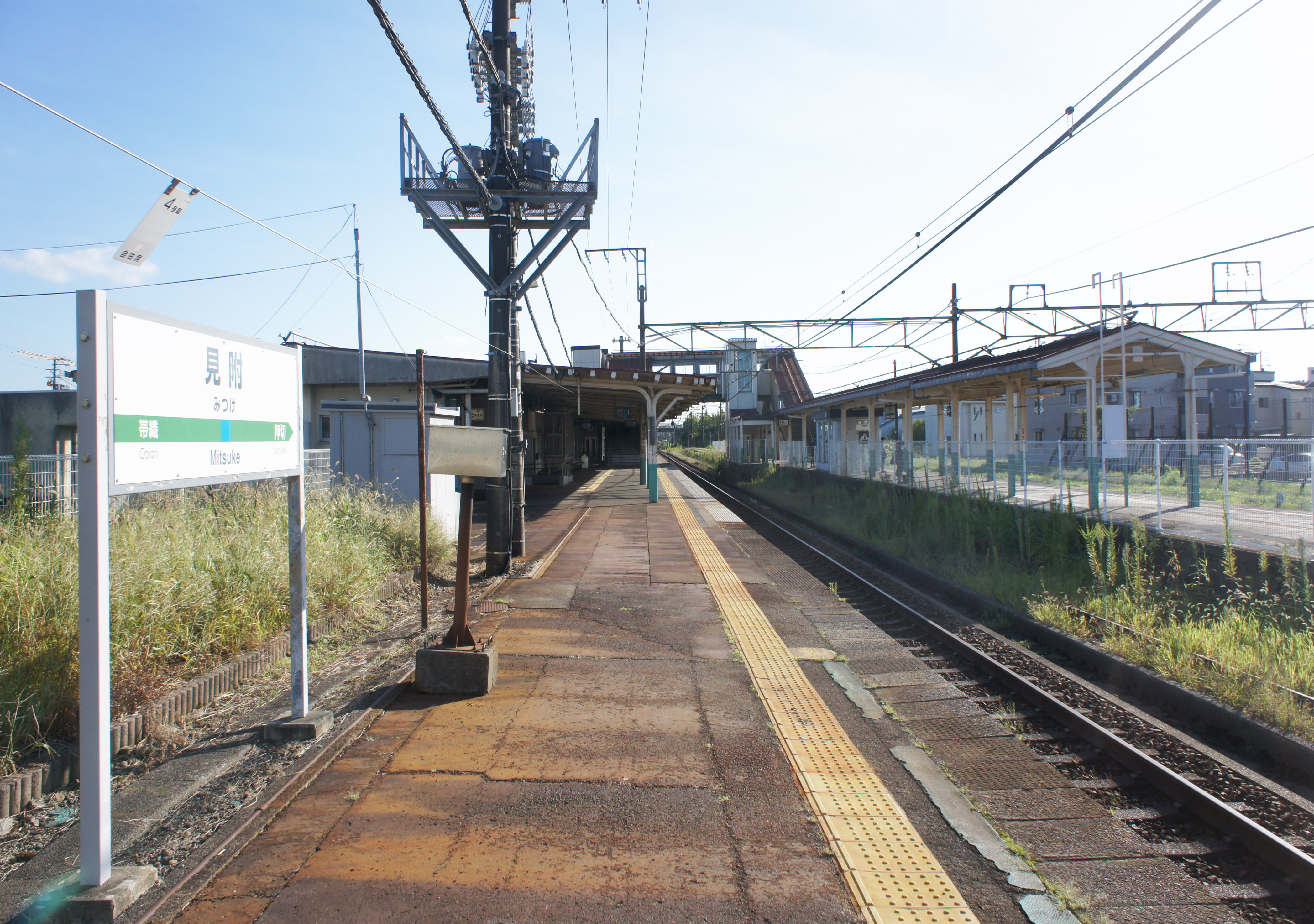
ホーム（2021年9月）

## 利用状況
JR東日本によると、2023年度（令和5年度）の1日平均乗車人員は1,914人である。
2000年度（平成12年度）以降の推移は以下のとおりである。
| 1日平均乗車人員推移 | 1日平均乗車人員推移 | 1日平均乗車人員推移 | 1日平均乗車人員推移 | 1日平均乗車人員推移 |
| 年度                | 定期外              | 定期                | 合計                | 出典                |
| ------------------- | ------------------- | ------------------- | ------------------- | ------------------- |
| 2000年（平成12年）  |                     |                     | 2,392               | [ 利用客数 2 ]      |
| 2001年（平成13年）  |                     |                     | 2,329               | [ 利用客数 3 ]      |
| 2002年（平成14年）  |                     |                     | 2,259               | [ 利用客数 4 ]      |
| 2003年（平成15年）  |                     |                     | 2,232               | [ 利用客数 5 ]      |
| 2004年（平成16年）  |                     |                     | 2,185               | [ 利用客数 6 ]      |
| 2005年（平成17年）  |                     |                     | 2,178               | [ 利用客数 7 ]      |
| 2006年（平成18年）  |                     |                     | 2,118               | [ 利用客数 8 ]      |
| 2007年（平成19年）  |                     |                     | 2,103               | [ 利用客数 9 ]      |
| 2008年（平成20年）  |                     |                     | 2,139               | [ 利用客数 10 ]     |
| 2009年（平成21年）  |                     |                     | 2,125               | [ 利用客数 11 ]     |
| 2010年（平成22年）  |                     |                     | 2,192               | [ 利用客数 12 ]     |
| 2011年（平成23年）  |                     |                     | 2,183               | [ 利用客数 13 ]     |
| 2012年（平成24年）  | 387                 | 1,755               | 2,142               | [ 利用客数 14 ]     |
| 2013年（平成25年）  | 390                 | 1,799               | 2,189               | [ 利用客数 15 ]     |
| 2014年（平成26年）  | 393                 | 1,630               | 2,023               | [ 利用客数 16 ]     |
| 2015年（平成27年）  | 405                 | 1,702               | 2,108               | [ 利用客数 17 ]     |
| 2016年（平成28年）  | 427                 | 1,751               | 2,178               | [ 利用客数 18 ]     |
| 2017年（平成29年）  | 432                 | 1,754               | 2,186               | [ 利用客数 19 ]     |
| 2018年（平成30年）  | 445                 | 1,711               | 2,157               | [ 利用客数 20 ]     |
| 2019年（令和元年）  | 429                 | 1,708               | 2,137               | [ 利用客数 21 ]     |
| 2020年（令和02年）  | 260                 | 1,580               | 1,840               | [ 利用客数 22 ]     |
| 2021年（令和03年）  | 266                 | 1,485               | 1,752               | [ 利用客数 23 ]     |
| 2022年（令和04年）  | 319                 | 1,498               | 1,818               | [ 利用客数 24 ]     |
| 2023年（令和05年）  | 380                 | 1,534               | 1,914               | [ 利用客数 1 ]      |

## 駅周辺
周辺は住宅地となっている。見附市、今町地区の中心部へはいずれもバスで10分ほど要する。
- 新潟県道108号見附停車場線
- 新潟県道20号見附中之島線
- 見附駅前郵便局
- 新潟県立見附高等学校
- 創進高等学校
- セブンイレブン 見附本所店
- 角屋旅館

## バス路線
2025年（令和7年）4月現在では見附市コミュニティバスが当駅と見附・今町両中心部を結んでいる。概ね列車との接続を考慮したダイヤで両方向とも毎時2 - 3本ほど運行されており、各便とも当駅前で4分ほどの停車時間がある。運行区間は「コミュニティバス車庫（上見附車庫） - 見附駅前 - 道の駅パティオにいがた」であり、A・B・B2の3通りの停車パターンがある。

## 隣の駅
東日本旅客鉄道（JR東日本）
■信越本線
- 特急「しらゆき」停車駅

■快速
長岡駅 – 見附駅 – 三条駅
■普通
押切駅 - 見附駅 - 帯織駅

### 記事本文
1. 1 2 3 4 5 6 7 8 9 10 11 12  『週刊 JR全駅・全車両基地』 14号 長野駅・新津駅・高田駅ほか、朝日新聞出版〈週刊朝日百科〉、2012年11月11日、24頁。
2. 1 2 3 4  “駅の情報（見附駅）：JR東日本”.   東日本旅客鉄道. 2022年11月10日時点のオリジナルよりアーカイブ。2022年11月10日閲覧。
3. 1 2 3  石野哲 編『停車場変遷大事典 国鉄・JR編 II』（初版）JTB、1998年10月1日、586頁。ISBN 978-4-533-02980-6。
4. 1 2  「見附駅改良工事が完成」『交通新聞』交通協力会、1958年12月10日、2面。
5. ↑  国鉄監修『交通公社の時刻表』1974年6月号
6. ↑  「日本国有鉄道公示第145号」『官報』1982年2月27日。
7. ↑  『2008年3月 Suicaがますます便利になります』（PDF）（プレスリリース）東日本旅客鉄道、2007年12月21日。オリジナルの2016年3月4日時点におけるアーカイブ。2020年5月29日閲覧。
8. ↑  『「指定席券売機」が新たに2駅に登場!』（PDF）（プレスリリース）東日本旅客鉄道新潟支社、2010年12月21日。オリジナルの2011年10月17日時点におけるアーカイブ。2021年1月8日閲覧。
9. 1 2  “JR東日本：駅構内図・バリアフリー情報（見附駅）”.   東日本旅客鉄道. 2025年5月4日閲覧。
10. ↑  “見附市コミュニティバス 時刻表・運賃・ルートについて - 見附市ホームページ”.   見附市 (2025年4月1日). 2025年5月4日閲覧。

#### 利用状況
1. 1 2  “各駅の乗車人員（2023年度）”.   東日本旅客鉄道. 2024年7月21日閲覧。
2. ↑  “各駅の乗車人員（2000年度）”.   東日本旅客鉄道. 2019年4月4日閲覧。
3. ↑  “各駅の乗車人員（2001年度）”.   東日本旅客鉄道. 2019年4月4日閲覧。
4. ↑  “各駅の乗車人員（2002年度）”.   東日本旅客鉄道. 2019年4月4日閲覧。
5. ↑  “各駅の乗車人員（2003年度）”.   東日本旅客鉄道. 2019年4月4日閲覧。
6. ↑  “各駅の乗車人員（2004年度）”.   東日本旅客鉄道. 2019年4月4日閲覧。
7. ↑  “各駅の乗車人員（2005年度）”.   東日本旅客鉄道. 2019年4月4日閲覧。
8. ↑  “各駅の乗車人員（2006年度）”.   東日本旅客鉄道. 2019年4月4日閲覧。
9. ↑  “各駅の乗車人員（2007年度）”.   東日本旅客鉄道. 2019年4月4日閲覧。
10. ↑  “各駅の乗車人員（2008年度）”.   東日本旅客鉄道. 2019年4月4日閲覧。
11. ↑  “各駅の乗車人員（2009年度）”.   東日本旅客鉄道. 2019年4月4日閲覧。
12. ↑  “各駅の乗車人員（2010年度）”.   東日本旅客鉄道. 2019年4月4日閲覧。
13. ↑  “各駅の乗車人員（2011年度）”.   東日本旅客鉄道. 2019年4月4日閲覧。
14. ↑  “各駅の乗車人員（2012年度）”.   東日本旅客鉄道. 2019年4月4日閲覧。
15. ↑  “各駅の乗車人員（2013年度）”.   東日本旅客鉄道. 2019年4月4日閲覧。
16. ↑  “各駅の乗車人員（2014年度）”.   東日本旅客鉄道. 2019年4月4日閲覧。
17. ↑  “各駅の乗車人員（2015年度）”.   東日本旅客鉄道. 2019年4月4日閲覧。
18. ↑  “各駅の乗車人員（2016年度）”.   東日本旅客鉄道. 2019年4月4日閲覧。
19. ↑  “各駅の乗車人員（2017年度）”.   東日本旅客鉄道. 2019年4月4日閲覧。
20. ↑  “各駅の乗車人員（2018年度）”.   東日本旅客鉄道. 2019年7月16日閲覧。
21. ↑  “各駅の乗車人員（2019年度）”.   東日本旅客鉄道. 2020年7月13日閲覧。
22. ↑  “各駅の乗車人員（2020年度）”.   東日本旅客鉄道. 2021年7月25日閲覧。
23. ↑  “各駅の乗車人員（2021年度）”.   東日本旅客鉄道. 2022年8月7日閲覧。
24. ↑  “各駅の乗車人員（2022年度）”.   東日本旅客鉄道. 2023年7月10日閲覧。